# Mordellistenoda melana
Mordellistenoda melana es una especie de coleóptero de la familia Mordellidae.

## Distribución geográfica
Habita en Zhejiang (China).